# بيرانا حمراء البطن
البيرانا ذات البطن الأحمر، والمعروفة أيضًا باسم البيرانا الحمراء (Pygocentrus nattereri)، هي نوع من أسماك البيرانا الأصلية في أمريكا الجنوبية، وتتواجد في أحواض أنهار الأمازون، باراغواي، بارانا، وإسيكيبو، بالإضافة إلى الأنهار الساحلية في شمال شرق البرازيل.
تعتبر هذه السمكة وفيرة محليًا في بيئتها المائية العذبة. تتغذى على مجموعة متنوعة من المصادر بما في ذلك الحشرات، والديدان، والقشريات، والأسماك، مما يجعلها أسماك آكلة لكل شيء (جامحة). لا تُعتبر من الأنواع المهاجرة، لكنها تتحرك بحثًا عن ظروف مناسبة للتكاثر والبيوض خلال فترات زيادة الأمطار. غالبًا ما تتحرك البيرانا ذات البطن الأحمر في أسراب كوسيلة دفاعية ضد المفترسين، لكنها نادرًا ما تظهر سلوك الصيد الجماعي. التواصل الصوتي شائع بينها، ويُرافق أحيانًا بسلوكيات عدوانية. كما أنها تُعد من الأسماك المرغوبة في أحواض السمك.